# グロースリンダーフェルト
グロースリンダーフェルト (ドイツ語: Großrinderfeld,  ドイツ語発音) はドイツ連邦共和国バーデン＝ヴュルテンベルク州マイン＝タウバー郡に属す町村（以下、本項では便宜上「町」と記述する）。

## 地理

### 位置
タウバービショフスハイムとヴュルツブルクの間に位置する。

### 自治体の構成
1970年代まで独立した町村であったゲルヒスハイム、イルムシュパン、シェーンフェルトがグロースリンダーフェルトに含まれる。

## 歴史
1312年にリーネック伯ルートヴィヒがこの集落をアシャッフェンブルク司教に寄進した。その後、グロースリンダーフェルトはヴュルツブルク司教領となり、1583年にはマインツ選帝侯領に移された。選帝侯領時代、最初はアムト・タウバービショフスハイムに、後にはオーバーアムト・ビショフスハイム・アン・デア・タウバーに属した。（アムト、オーバーアムトはいずれも地方行政区分）1806年にはバーデン大公領となった。バーデンではオーバーアムト・タウバービショフスハイムに属した。これは後にタウバービショフスハイム郡となり、1973年に現在のマイン＝タウバー郡となった。1866年にはゲルヒスハイム近郊で普墺戦争最後の戦闘が行われた。

### 町村合併
- 1924年: ホーフ・バイアータール
- 1972年: イルムシュパン
- 1975年: ゲルヒスハイム、シェーンフェルト

旧自治体の紋章は以下の通り。

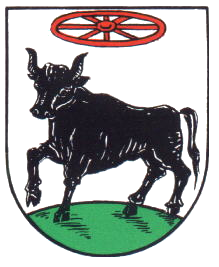
グロースリンダーフェルト（旧紋章）
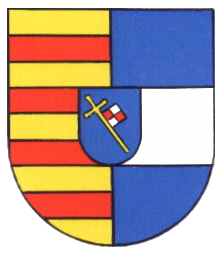
イルムシュパン
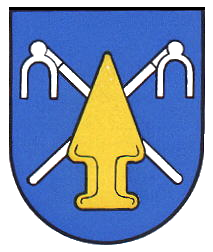
ゲルヒスハイム
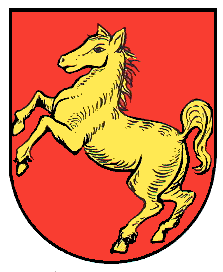
シェーンフェルト

### 人口構成
2004年6月30日現在の人口は4,141人で、このうち男性は2,079人、女性は2,062人であった。これ以後区分人口の調査報告はなされていない。

## 行政

### 議会
グロースリンダーフェルトの議会は19議席からなる。

## 文化と見所

### 博物館
- 農業博物館（私営）

### 建築
- ゲルヒスハイムの兵士追悼礼拝堂
- ゲルヒスハイムの洗礼者聖ヨハネ教会（1729年）
- ゲルヒスハイムの司祭館兼役場

### スポーツ
グロースリンダーフェルトにはスポーツクラブがある。これはドイツ全土で2つしかないホルヌッセン・クラブの一つである。

## 経済と社会資本
グロースリンダーフェルトには大きな企業はない。工業パークA81にゴミ焼却場を建設する計画が2007年3月に提案され、建設反対の住民運動が起きている。

### 交通
グロースリンダーフェルトは連邦道B27号線（ブランケンブルク - ロットシュテッテン）沿いに位置する。ゲルヒスハイム地区は連邦アウトバーンA81号線（ヴュルツブルク - シュトゥットガルト）沿いにある。

## 引用
1. ↑  Statistisches Landesamt Baden-Württemberg – Bevölkerung nach Nationalität und Geschlecht am 31. Dezember 2023 (CSV-Datei)
2. ↑  Das Land Baden-Württemberg. Amtliche Beschreibung nach Kreisen und Gemeinden. Band IV: Regierungsbezirk Stuttgart, Regionalverbände Franken und Ostwürttemberg. Kohlhammer, Stuttgart 1980, ISBN 3-17-005708-1. S. 348–350
3. ↑  出典: Mitteilungsblatt Nr. 45/2004